# 패싱 (영화)
《패싱》(영어: Passing)은 미국의 소설가인 넬라 라슨의 동명 소설을 원작으로 한 2021년 영화이다.

## 출연

### 주연
- 테사 톰슨 - 아이린 역
- 루스 네가 - 클레어 역
- 안드레 홀랜드 - 브라이언 역
- 알렉산더 스카스가드 - 존 역

### 조연
- 빌 캠프 - 휴 역
- 도리스 맥카시 - 보행자 역
- 데릭 로버츠 - 손님 역